# Иса бег джамия
Гази Иса бей (бег) джамия или Исабеговата джамия (на турски: Gazi Isa Bey Camii; на македонска литературна норма: Иса-бегова џамија) е джамия в Скопие, столицата на Северна Македония.

## Местоположение
Храмът е разположен северно от Султан Мурад джамия и срещу скопския Битпазар.

## История
Според надписа, който се намира над входната врата, джамията е построена в 880 година от хиджра (1475 г. от Христа), като завещание на третия османски управител на Скопие, Иса бей, син на Исак бей. Построена е според волята на Иса бей след смъртта му. Както и повечето други сгради около Битпазара, Исабеговата джамия претърпява големи щети по време на Скопското земетресение от 1963 г., което събаря минарето. По-късно то е възстановено с обновяването на цялата джамия.

## Архитектура
Джамията е масивна сграда, изградена от дялан бигор и хоризонтално подредени тухли, като фасадата в горната част завършва с дворедни венци. Има две идентични помещения под куполи, две засводени странични крила – два удължени купола на източната и западната страна – и закрит трем с пет малки купола и аркади. Основата на джамията е с площ от 19 m2 и е покрита с два големи купола, които са покрити с олово. В задната част се издига минарето, което е високо 34 m.
Някога към джамията е имало библиотека и медресе. Според Глигорие Елезович:
| „ | Както по броя на книгите, така и по тяхното разнообразие, тази библиотека може да се причисли към най-големите библиотеки на XV век. | “ |

Декорацията на джамията е от възстановяването в 1966 година. От двете страни на прозорците над входа са изрисувани пейзажи в правоъгълни рамки. Такива пейзажи е имало и между прозорците на втория ред в трема, но те пострадват тежко при земетресението. Пейзажите над портала са реставрирани след земетресението и вероятно изобразяват сцени от Цариград. В полето отдясно са изобразени джамия с един купол и друга сграда. Влява са изрисувани хан, джамия и къща. Арките в интериора са богато изписани с три реда ленти и растителни мотиви. Пръстените в основата на купола и свода са изписани с баклава мотиви. В харима – молитвеното помещение, в основата на куполите са изписани растителни мотиви и декоративни подковообразни елементи. В куполите има десетолъчна звезда и петолъчна в нея, рамкирани от два реда ленти, изпълнени с растителни мотиви. Цветовете са синьо, зелено и сиво, отчасти червено и жълто.

## Галерия
- Исабегова джамия, изглед от 1963 г.
- Тремът
- Вътрешността на джамията
- Гробища в двора на джамията
- Шадраванът